# L'Archipel du Goulag
Pour les articles homonymes, voir Archipel (homonymie).
L'Archipel du Goulag. 1918-1956, essai d'investigation littéraire (en russe : Архипелаг ГУЛАГ) est un livre d'Alexandre Soljenitsyne publié en 1973 à Paris aux éditions YMCA-Press,,.
L'Archipel du Goulag traite du système carcéral et de travail forcé mis en place en Union soviétique. Écrit de 1958 à 1967 dans la clandestinité, l'ouvrage ne se veut ni une histoire du Goulag ni une autobiographie, mais le porte-parole des victimes des goulags : il est écrit à partir de 227 témoignages de prisonniers ainsi que de l'expérience de l'auteur. Soljenitsyne précise que « Ce livre ne contient ni personnages ni événements inventés. Hommes et lieux y sont désignés sous leurs vrais noms ».
Goulag (Glavnoe oupravlenie ispravitelno-trudovykh Lagerei, ou Direction principale des camps de travail) est un acronyme utilisé par l'administration soviétique pour désigner l’organisme central gérant les camps de travail forcé en Union soviétique. Le terme « archipel » est utilisé pour illustrer la multiplication des camps et leur diffusion dans tout le pays, comme un ensemble d'îlots connus seulement de ceux condamnés à les peupler, à les construire ou à les relier. Cela fait également allusion au « goulag de Solovki », créé dès 1923 sur les Îles Solovetski.

## Composition
Travaillant dans le plus grand secret pour éviter que les autorités n'interrompent son projet, Soljenitsyne commença la rédaction de son livre dès la fin de sa peine au goulag comme prisonnier politique. Soljenitsyne hésita longtemps quant à la pertinence de cette publication ; la police secrète précipita sa décision. Il le fit publier à l'étranger en 1973 après que le KGB eut confisqué une copie de son manuscrit. « Le cœur serré, je me suis abstenu, des années durant, de publier ce livre alors qu'il était déjà prêt : le devoir envers les vivants pesait plus lourd que le devoir envers les morts. Mais à présent que, de toute façon, la sécurité d'État s'est emparée de ce livre, il ne me reste plus rien d'autre à faire que de le publier sans délai ».
Les récits détaillés de L'Archipel du Goulag évoquent l'incarcération ensemble de détenus (« zeks ») de droit commun et politiques : un système où régnait l'arbitraire non seulement des gardiens, mais aussi des « blatnoï » (truands, considérés par l'administration comme plus « proches socialement » du régime que les « ennemis du peuple » ou dissidents), ou simples citoyens raflés pour répandre la terreur et l'obéissance aveugle au pouvoir. Soljenitsyne décrit les « procès » expéditifs et joués d'avance, le transport des prisonniers (où la mortalité était déjà importante), le régime d'oppression des camps et l'augmentation des arrestations et des effectifs de « zeks » sous Staline jusqu'en 1953, effectifs très supérieurs à ceux de l'appareil sécuritaire tsariste, et qui servirent aussi à peupler de force la Sibérie et le Kazakhstan, puisque la majorité des survivants y étaient assignés à résidence après leur libération (en outre, le russe étant la langue de communication entre peuples de l'URSS, ils y étaient aussi un facteur de « russification »).

## Résumé
Dans la première partie Soljenitsyne décrit le développement et la construction de « l'industrie pénitentiaire » russe depuis la révolution russe. Il compare les conditions du système judiciaire de l'Union soviétique à celles de l'empire russe. Il nomme les noms des victimes et des auteurs, les « auteurs » devenant souvent des « victimes » du système quelques années plus tard, se retrouvant eux-mêmes dans l'archipel lors de la prochaine vague d'arrestations. Soljenitsyne écrit que souvent, ce n'était pas l'infraction (ou le soupçon) qui était décisive pour l'arrestation, mais des considérations économiques et le besoin de main-d'œuvre. Le principal coupable — Soljenitsyne n’a aucun doute là-dessus — est Staline. Cependant un lien direct est affirmé entre les atrocités de Lénine pendant la période révolutionnaire et de la guerre civile russe et celles ultérieures de Staline[évasif].
La deuxième partie, mouvement perpétuel, traite de la « colonisation » de l'archipel nouvellement créé par les « flux de prisonniers », qui se déroulent de 1917 à l'époque des faits, en passant par la détention provisoire et les transports de prisonniers nationaux dans les camps de prisonniers.
La troisième partie traite du travail et de l'extermination. Soljenitsyne décrit le monde du camp et décrit le cheminement des prisonniers de l'admission à la mort en passant par la malnutrition, l'épuisement, la maladie ou des gardes sadiques. Il décrit les bâtiments représentatifs (en partie mal conçus ou pratiquement inutiles) de l'ère stalinienne, ainsi que la vie et le travail des prisonniers impliqués. En outre, Soljenitsyne décrit le classement finement gradué des prisonniers. Les détenus criminels étaient souvent punis avec indulgence et mieux traités dans le camp de prisonniers que les opposants politiques, car ils n'étaient pas des « éléments étrangers ». D'autre part, les opposants politiques (ou ceux que l'on considérait comme tels) étaient considérés comme des opposants à la classe ouvrière et des contre-révolutionnaires. Soljenitsyne décrit les tentatives d'évasion, qui étaient toutefois limitées par l'immensité et par l'inhospitalité du pays, par les mauvaises conditions météorologiques et par le découragement des prisonniers.
Dans la quatrième partie (l'âme et les barbelés), Soljenitsyne jette un regard sur la vie psychique et les sentiments des prisonniers. Il écrit à quel point l'emprisonnement à durée limitée et la détention incertaine de longue durée ont changé les gens. Selon lui, dans le camp de prisonniers, il y avait peu d'occasions de s'entraider ou d'apprendre quelque chose de positif. Parce que la vie dans le camp de prisonniers avait été conçue de manière qu'« un ou deux morts reviennent à un survivant ». Les rations alimentaires n'étaient pas distribuées également à tous, de telle sorte que deux prisonniers devaient se battre pour l'obtenir. Dans le dernier chapitre de la quatrième partie, Soljenitsyne décrit l’impact du système pénitentiaire sur la population d’origine soviétique. Il témoigne comment nombre de contemporains de Staline vivaient dans un climat de peur et de méfiance et ne survivaient que par la ruse, et comment certains d'entre eux étaient même poussés à la trahison.
Dans la cinquième partie, la Katorga revient. Dans la sixième partie En exil, Soljenitsyne décrit la psychologie des habitants du Goulag et compare leur sort au sein de l'exil à celui de l'emprisonnement dans les prisons notoires "chez eux".
La partie VII, après Staline, jette un regard critique sur la période des années 1960 après Staline.

## Parti communiste français et dénonciation du livre
En France, à un moment où le Parti communiste français (PCF) et les compagnons de route du parti possèdent encore un poids déterminant dans les débats intellectuels, la parution de l'ouvrage de Soljénitsyne joue le rôle de « catalyseur idéologique » pour bon nombre de ces intellectuels qui doivent prendre position face au récit détaillé de la réalité du goulag. Le PCF par l'intermédiaire de L'Humanité s'efforce alors de banaliser et de minorer le rôle des dissidents, souligne que l'URSS ne vit plus à l'heure du stalinisme et rappelle que « L’heure est à la lutte pour vivre mieux, l’anticommunisme divise ». Pour le PCF, la sortie de l’ouvrage prend la dimension d’une provocation et dès décembre 1973, le parti lance une vaste offensive pour tenter de neutraliser la portée du discours soljénitsynien. Le 18 janvier 1974, le bureau politique fait savoir que les « faits qui servent de base à ce livre ont été depuis longtemps rendus publics et condamnés par le Parti communiste de l’Union Soviétique lui-même, notamment en 1956 lors de son XXe Congrès ». Pour cette raison, il n'y aurait aucune nécessité à lancer de nouveaux débats.
Le Parti communiste va également s'efforcer de stigmatiser l'écrivain. Pour cela, il utilise deux angles d'attaque : il insiste, d'une part, sur la liberté de parole dont bénéficierait l'écrivain en URSS et, de l'autre, le présente comme ayant des « sympathies pro-nazies » mettant en avant « le caractère profondément réactionnaire du personnage ». Soljénitsyne serait ainsi un admirateur du « traître Vlassov », thème, qui est alors « inlassablement repris ».
D'autres journaux prennent le relais de L'Humanité pour dénigrer le dissident russe, ainsi de France Nouvelle ou de Témoignage chrétien avec des articles de Maurice Chavardès.
Jean Daniel décriant quelques mois après cette campagne de calomnies, dira que Soljénitsyne a été calomnié « avec une force, une orchestration, une insistance qui ont égaré jusqu’à nos amis socialistes ». Face aux attaques menées par le PCF, Esprit et Le Nouvel Observateur se distinguent. Jean-Marie Domenach, directeur d’Esprit, publie ainsi dans Le Nouvel Observateur une lettre dans laquelle il dénonce les pressions de la direction du PCF. S’engageant dans l’affaire, il affirme son soutien à Soljénitsyne. De son côté, Jean Daniel est soutenu par plusieurs anciens intellectuels communistes qui ont quitté le Parti après l'insurrection de Budapest (Edgar Morin, François Furet, Emmanuel Le Roy Ladurie, Claude Roy, Jean Duvignaud, Gilles Martinet) et ont fait du Nouvel Observateur leur lieu d’expression privilégié.

## Réception critique
Interdit en URSS, l’ouvrage a longtemps circulé sous forme de samizdat jusqu’à sa publication en 1989 dans la revue Novy Mir. Il a été critiqué par l'ancien adjoint du directeur de Novy Mir, Vladimir Lakshine, qui y dénonçait une description si apocalyptique, qu'elle risquait de reléguer au second plan les vicissitudes quotidiennes des citoyens soviétiques ordinaires. Moshe Lewin, pour sa part, ex-citoyen soviétique et soviétologue reconnu, dans un ouvrage publié en 2003, y voyait une manœuvre malhonnête car assimilant l'URSS de l'époque de sa parution à un passé heureusement révolu : « Un livre comme L'Archipel du Goulag lancé à la face du régime soviétique peut être considéré comme une claque politico-littéraire, signifiant la condamnation d'un système qui a trahi ses propres idéaux […]. Mais l'écrivain ne laissait à aucun moment entendre qu'au moment où il publiait son livre le Goulag qu'il avait connu n'existait plus... Le dire aurait été un acte d'honnêteté politique et aurait exigé de sa part une analyse approfondie du système, assortie d'un argumentaire sur la période post-stalinienne. Il ne l'a pas fait, cela n'avait pas d'importance pour lui. Il était beaucoup plus simple d'attaquer l'Union soviétique pour son passé stalinien, et de servir par là sa propre image. Car Soljenitsyne se considérait comme le dépositaire de valeurs supérieures héritées du passé de la Russie, et c'était en référence à ce passé qu'il entendait proposer des remèdes à la Russie du XXe siècle ».
Alors qu'à la sortie de l'Archipel du Goulag, l'essentiel des critiques de la terreur stalinienne le perçurent comme « une porte enfin ouverte sur une vérité longtemps niée, un démenti enfin opposé à tous les négationnistes du Goulag, qui crachaient depuis des décennies sur les fosses communes des victimes et à la face des témoins ».
En octobre 2010, des médias russes ont annoncé que la lecture de l'Archipel du goulag ferait partie du cursus des lycéens russes.